# Piotr Śliwiński (pisarz)

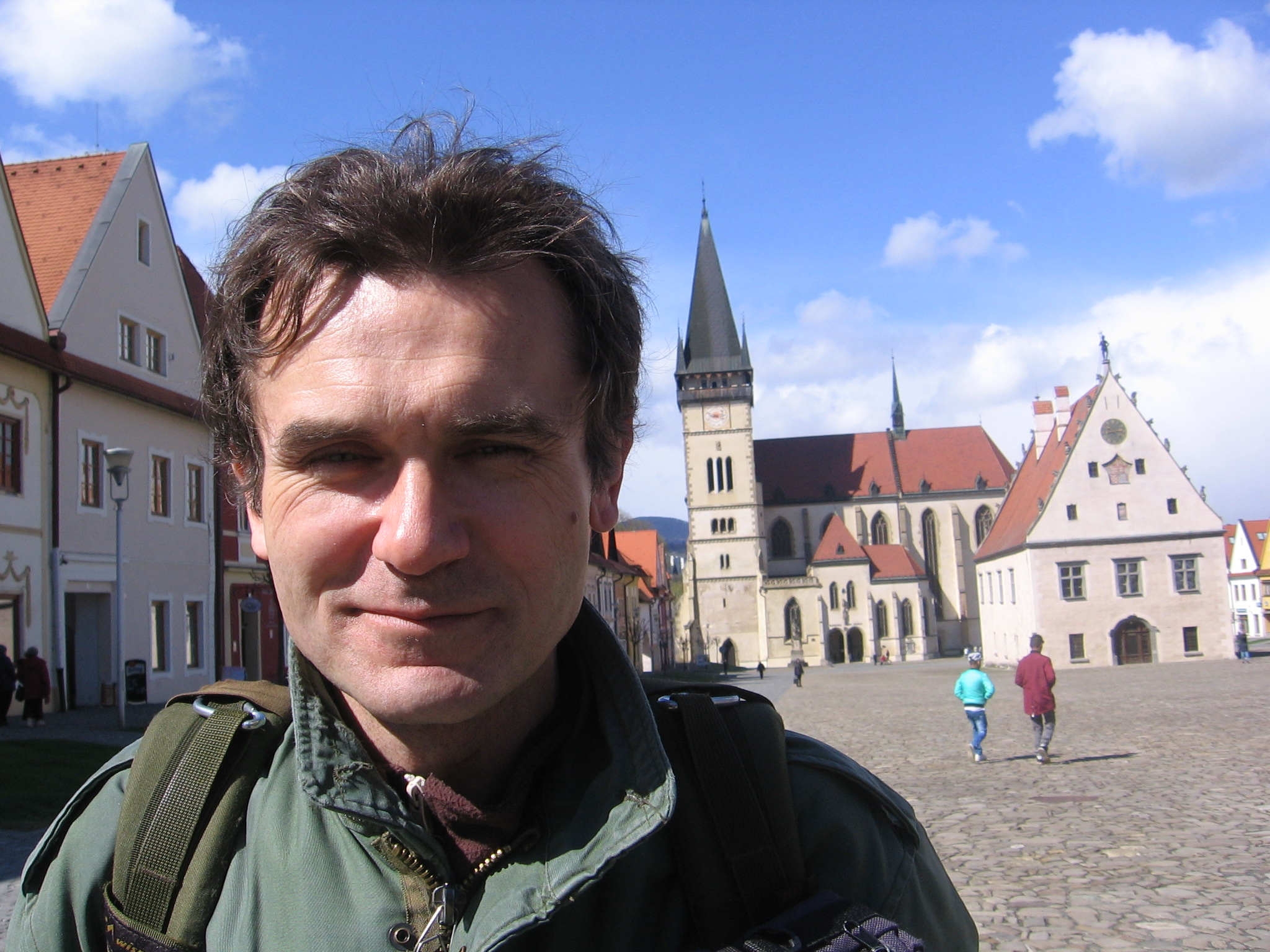
Piotr Śliwiński (Bardejov, 23 kwietnia 2017)

Piotr Krzysztof Śliwiński (ur. 29 czerwca 1973 w Krakowie) – polski pisarz, publicysta.

## Życiorys
Pisarz i publicysta krakowski. Urodzony na krakowskim Zwierzyńcu. Absolwent filologii polskiej Uniwersytetu Jagiellońskiego. Przez blisko 10. lat współpracował ściśle z redakcją Tygodnika Salwatorskiego – pisma Parafii Najświętszego Salwatora w Krakowie. Publikował także w tygodniku Źródło i Radiu WNET (gdy było jeszcze rozgłośnią internetową).

## Publikacje
- Dziki Kąt (Wołowiec: Czarne 2007, ISBN 978-83-7536-010-3)
- Ryngraf (Warszawa: Muza 2017, ISBN 978-83-287-0602-6)
- Na surowej ziemi (Warszawa: Skarpa Warszawska 2024, ISBN 9788383294537)
- Najdłuższa droga (Warszawa: Skarpa Warszawska 2024, ISBN 9788383295763)

## Ważniejsze artykuły
- Jest wśród was przechodniem. Żyć wiarą. „Źródło. Tygodnik Rodzin Katolickich”. – 2008, nr 4, s. 14–15, il.[1]
- Brewiarz i mannlicher. Nie ugięli się przed mocą zła. „Źródło. Tygodnik Rodzin Katolickich”. – 2008, nr 25, s. 8–9, il.[2]
- Przeciwko skundleniu języka. Z Piotrem Śliwińskim autorem powieści „Dziki Kąt” rozmawia Maciej Robert. „Notes Wydawniczy”. – 2008, nr 1, s. 14–18, il.
- Miecio podróżnik. Ludzie. „Źródło. Tygodnik Rodzin Katolickich”. – 2009, nr 44, s. 22–23, il.
- Szopka rodzi się latem. Wizyta u Stanisława Malika. „Źródło. Tygodnik Rodzin Katolickich”. – 2010, nr 51, s. 20–21, il.
- Taternik w sutannie. Ks. Walenty Gadowski (1861-1956). Wierni Polsce i Chrystusowi. „Źródło. Tygodnik Rodzin Katolickich”. – 2011, nr 3, s. 22–23, il.
- My nigdy nie poddamy się! Polska / Polacy. „Źródło. Tygodnik Rodzin Katolickich”. – 2011, nr 39, s. 22–23, il.[3]
- Mojżesz polskiego liberalizmu. Historia / Bój o wolny rynek w Polsce. "Do Rzeczy" - 2025, nr 25 (634), s. 54-57, il.[4]